# Gran Premio de Italia de Motociclismo de 2018
El Gran Premio de Italia de Motociclismo de 2018 fue la sexta prueba del Campeonato del Mundo de Motociclismo de 2018. Tuvo lugar el fin de semana del 1.º al 3 de junio de 2018 en el Autódromo Internacional del Mugello, situado en la ciudad de Mugello, Toscana, Italia.
La carrera de MotoGP fue ganada por Jorge Lorenzo, seguido de Andrea Dovizioso y Valentino Rossi. Miguel Oliveira fue el ganador de la prueba de Moto2, por delante de Lorenzo Baldassarri y Joan Mir. La carrera de Moto3 fue ganada por Jorge Martín, Marco Bezzecchi fue segundo y Fabio Di Giannantonio tercero.

## Resultados

### Resultados MotoGP
| Pos.            | N.º | Piloto            | Constructor | Vueltas | Tiempo     | Parrilla | Puntos |
| --------------- | --- | ----------------- | ----------- | ------- | ---------- | -------- | ------ |
| 1               | 99  | Jorge Lorenzo     | Ducati      | 23      | 41:43.230  | 2        | 25     |
| 2               | 4   | Andrea Dovizioso  | Ducati      | 23      | +6.370     | 7        | 20     |
| 3               | 46  | Valentino Rossi   | Yamaha      | 23      | +6.629     | 1        | 16     |
| 4               | 29  | Andrea Iannone    | Suzuki      | 23      | +7.885     | 4        | 13     |
| 5               | 42  | Álex Rins         | Suzuki      | 23      | +7.907     | 10       | 11     |
| 6               | 35  | Cal Crutchlow     | Honda       | 23      | +9.120     | 8        | 10     |
| 7               | 9   | Danilo Petrucci   | Ducati      | 23      | +10.898    | 5        | 9      |
| 8               | 25  | Maverick Viñales  | Yamaha      | 23      | +11.060    | 3        | 8      |
| 9               | 19  | Álvaro Bautista   | Ducati      | 23      | +11.154    | 16       | 7      |
| 10              | 5   | Johann Zarco      | Yamaha      | 23      | +17.644    | 9        | 6      |
| 11              | 44  | Pol Espargaró     | KTM         | 23      | +20.256    | 15       | 5      |
| 12              | 55  | Hafizh Syahrin    | Yamaha      | 23      | +22.435    | 14       | 4      |
| 13              | 53  | Esteve Rabat      | Ducati      | 23      | +22.464    | 13       | 3      |
| 14              | 38  | Bradley Smith     | KTM         | 23      | +22.495    | 17       | 2      |
| 15              | 21  | Franco Morbidelli | Honda       | 23      | +26.644    | 12       | 1      |
| 16              | 93  | Marc Márquez      | Honda       | 23      | +39.311    | 6        |        |
| 17              | 10  | Xavier Siméon     | Ducati      | 23      | +1:01.211  | 24       |        |
| 18              | 30  | Takaaki Nakagami  | Honda       | 18      | +5 vueltas | 18       |        |
| Ret             | 41  | Aleix Espargaró   | Aprilia     | 19      | Retirado   | 21       |        |
| Ret             | 43  | Jack Miller       | Ducati      | 1       | Caída      | 11       |        |
| Ret             | 12  | Thomas Lüthi      | Honda       | 1       | Caída      | 19       |        |
| Ret             | 26  | Dani Pedrosa      | Honda       | 0       | Caída      | 20       |        |
| Ret             | 17  | Karel Abraham     | Ducati      | 0       | Caída      | 22       |        |
| Ret             | 45  | Scott Redding     | Aprilia     | 0       | Caída      | 23       |        |
| DNS             | 51  | Michele Pirro     | Ducati      |         | No empezó  |          |        |
| Reporte Oficial |     |                   |             |         |            |          |        |

### Resultados Moto2
| Pos.            | N.º | Piloto              | Constructor | Vueltas | Tiempo         | Parrilla | Puntos |
| --------------- | --- | ------------------- | ----------- | ------- | -------------- | -------- | ------ |
| 1               | 44  | Miguel Oliveira     | KTM         | 21      | 39:42.018      | 11       | 25     |
| 2               | 7   | Lorenzo Baldassarri | Kalex       | 21      | +0.184         | 8        | 20     |
| 3               | 36  | Joan Mir            | Kalex       | 21      | +0.334         | 9        | 16     |
| 4               | 42  | Francesco Bagnaia   | Kalex       | 21      | +0.484         | 4        | 13     |
| 5               | 73  | Álex Márquez        | Kalex       | 21      | +3.537         | 3        | 11     |
| 6               | 41  | Brad Binder         | KTM         | 21      | +5.985         | 19       | 10     |
| 7               | 10  | Luca Marini         | Kalex       | 21      | +9.908         | 7        | 9      |
| 8               | 5   | Andrea Locatelli    | Kalex       | 21      | +11.219        | 17       | 8      |
| 9               | 97  | Xavi Vierge         | Kalex       | 21      | +12.371        | 12       | 7      |
| 10              | 24  | Simone Corsi        | Kalex       | 21      | +12.675        | 5        | 6      |
| 11              | 20  | Fabio Quartararo    | Speed Up    | 21      | +17.843        | 16       | 5      |
| 12              | 77  | Dominique Aegerter  | KTM         | 21      | +20.353        | 26       | 4      |
| 13              | 27  | Iker Lecuona        | KTM         | 21      | +28.751        | 22       | 3      |
| 14              | 16  | Joe Roberts         | NTS         | 21      | +32.436        | 28       | 2      |
| 15              | 4   | Steven Odendaal     | NTS         | 21      | +32.465        | 25       | 1      |
| 16              | 32  | Isaac Viñales       | Kalex       | 21      | +33.054        | 24       |        |
| 17              | 66  | Niki Tuuli          | Kalex       | 21      | +33.505        | 27       |        |
| 18              | 89  | Khairul Idham Pawi  | Kalex       | 21      | +43.900        | 18       |        |
| 19              | 51  | Eric Granado        | Suter       | 21      | +47.264        | 30       |        |
| 20              | 14  | Héctor Garzó        | Tech 3      | 21      | +56.603        | 32       |        |
| 21              | 21  | Federico Fuligni    | Kalex       | 21      | +1:13.609      | 31       |        |
| 22              | 18  | Xavier Cardelús     | Kalex       | 21      | +1:27.927      | 33       |        |
| Ret             | 45  | Tetsuta Nagashima   | Kalex       | 15      | Caída          | 13       |        |
| Ret             | 40  | Héctor Barberá      | Kalex       | 15      | Caída          | 21       |        |
| Ret             | 54  | Mattia Pasini       | Kalex       | 13      | Daño por Caída | 1        |        |
| Ret             | 95  | Jules Danilo        | Kalex       | 12      | Retirado       | 29       |        |
| Ret             | 62  | Stefano Manzi       | Suter       | 10      | Caída          | 20       |        |
| Ret             | 52  | Danny Kent          | Speed Up    | 9       | Caída          | 15       |        |
| Ret             | 13  | Romano Fenati       | Kalex       | 7       | Retirado       | 6        |        |
| Ret             | 22  | Sam Lowes           | KTM         | 6       | Caída          | 14       |        |
| Ret             | 9   | Jorge Navarro       | Kalex       | 4       | Caída          | 10       |        |
| Ret             | 64  | Bo Bendsneyder      | Tech 3      | 0       | Embrague       | 23       |        |
| Ret             | 23  | Marcel Schrötter    | Kalex       | 0       | Caída          | 2        |        |
| Reporte Oficial |     |                     |             |         |                |          |        |

### Resultados Moto3
| Pos.            | N.º | Piloto                 | Constructor | Vueltas | Tiempo    | Parrilla | Puntos |
| --------------- | --- | ---------------------- | ----------- | ------- | --------- | -------- | ------ |
| 1               | 88  | Jorge Martín           | Honda       | 20      | 39:20.810 | 1        | 25     |
| 2               | 12  | Marco Bezzecchi        | KTM         | 20      | +0.019    | 5        | 20     |
| 3               | 21  | Fabio Di Giannantonio  | Honda       | 20      | +0.043    | 6        | 16     |
| 4               | 19  | Gabriel Rodrigo        | KTM         | 20      | +10.948   | 12       | 13     |
| 5               | 16  | Andrea Migno           | KTM         | 20      | +11.083   | 15       | 11     |
| 6               | 33  | Enea Bastianini        | Honda       | 20      | +11.165   | 14       | 10     |
| 7               | 14  | Tony Arbolino          | Honda       | 20      | +11.194   | 18       | 9      |
| 8               | 48  | Lorenzo Dalla Porta    | Honda       | 20      | +14.567   | 17       | 8      |
| 9               | 23  | Niccolò Antonelli      | Honda       | 20      | +14.676   | 7        | 7      |
| 10              | 96  | Manuel Pagliani        | Honda       | 20      | +14.682   | 24       | 6      |
| 11              | 44  | Arón Canet             | Honda       | 20      | +14.693   | 4        | 5      |
| 12              | 17  | John McPhee            | KTM         | 20      | +14.720   | 19       | 4      |
| 13              | 40  | Darryn Binder          | KTM         | 20      | +14.733   | 25       | 3      |
| 14              | 75  | Albert Arenas          | KTM         | 20      | +14.770   | 22       | 2      |
| 15              | 42  | Marcos Ramírez         | KTM         | 20      | +15.237   | 9        | 1      |
| 16              | 71  | Ayumu Sasaki           | Honda       | 20      | +15.271   | 3        |        |
| 17              | 24  | Tatsuki Suzuki         | Honda       | 20      | +15.368   | 2        |        |
| 18              | 72  | Alonso López           | Honda       | 20      | +15.631   | 26       |        |
| 19              | 65  | Philipp Öttl           | KTM         | 20      | +15.953   | 20       |        |
| 20              | 27  | Kaito Toba             | Honda       | 20      | +15.983   | 10       |        |
| 21              | 8   | Nicolò Bulega          | KTM         | 20      | +16.030   | 16       |        |
| 22              | 22  | Kazuki Masaki          | KTM         | 20      | +22.492   | 11       |        |
| 23              | 84  | Jakub Kornfeil         | KTM         | 20      | +22.520   | 21       |        |
| 24              | 11  | Livio Loi              | KTM         | 20      | +50.691   | 30       |        |
| 25              | 41  | Nakarin Atiratphuvapat | Honda       | 20      | +1:23.045 | 28       |        |
| Ret             | 76  | Makar Yurchenko        | KTM         | 18      | Retirado  | 23       |        |
| Ret             | 5   | Jaume Masiá            | KTM         | 16      | Caída     | 13       |        |
| Ret             | 10  | Dennis Foggia          | KTM         | 6       | Mecánico  | 27       |        |
| Ret             | 81  | Stefano Nepa           | KTM         | 5       | Caída     | 29       |        |
| Ret             | 7   | Adam Norrodin          | Honda       | 2       | Caída     | 8        |        |
| Reporte Oficial |     |                        |             |         |           |          |        |